# Оризарка
Оризарката (Lonchura oryzivora) е дребна птица от семейство Астрилдови (Estrildidae). Често е отглеждана като декоративна птица и са създадени различни цветови вариации.

## Разпространение
Разпространена е в Югоизточна Азия.

## Хранене
Храни се предимно със зърнени култури, като ориз например, както подсказва името ѝ.